# Бокейханов Султангазы (Казахские султаны)

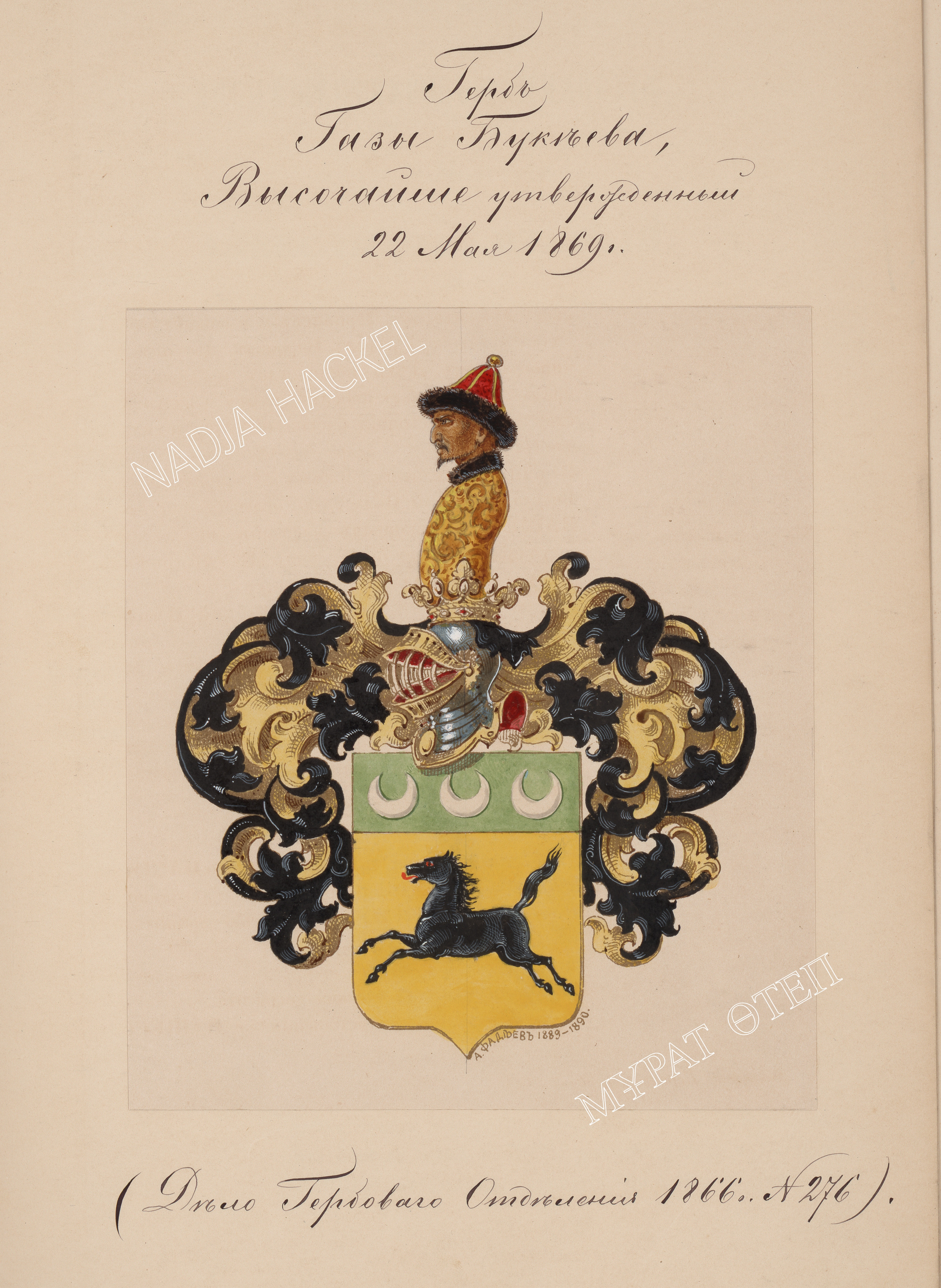
Герб Султан-Газы Бокейханова

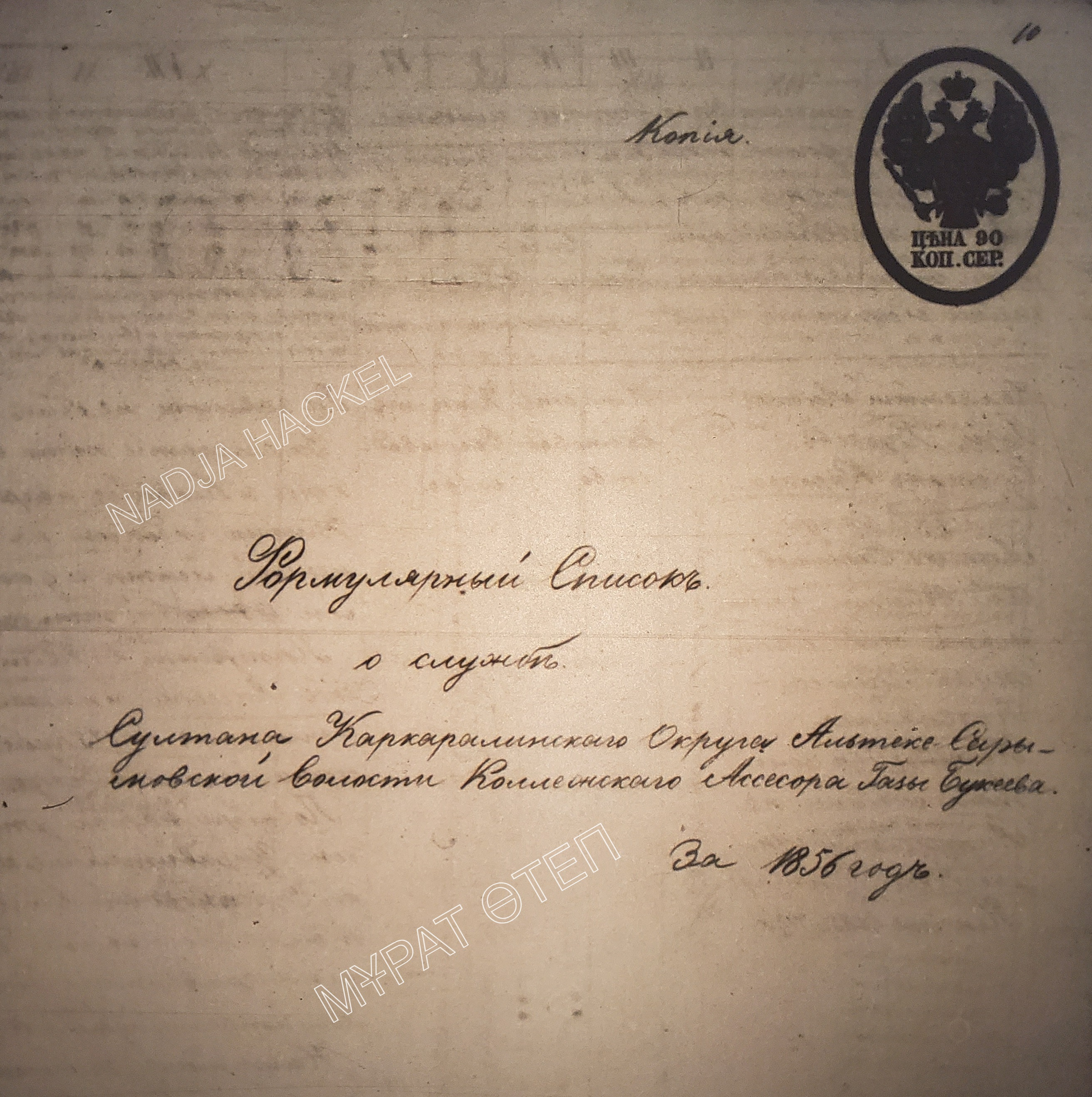

Султангазы Букейханов (Сұлтан Ғазы Бөкейханұлы) (1779—1856) — султан, сын Букейхана (хана части Среднего жуза) и внук Барак-хана.

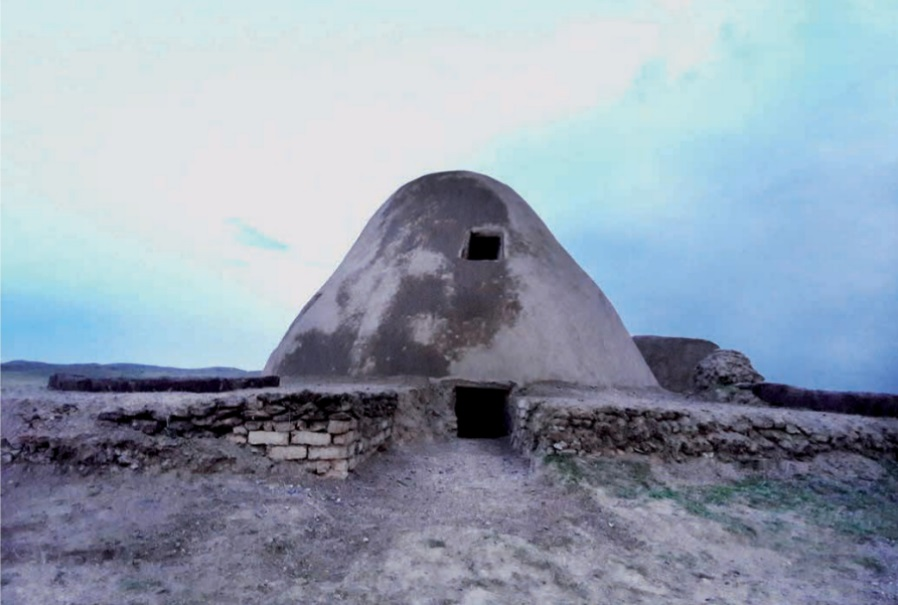
Место захоронения Султангазы Букейханова в ауле Бесоба, Каркаралинского района, Карагандинской области

## Биография
Родился в 1779 году на территории нынешнего Каркаралинского района Казахстана, был восьмым из одиннадцати сыновей Букейхана.
В 1804 году по приказу отца Букейхана султаны Газы и Али Букейхановы обязывались сопровождать караван уроженца города Тары Тобольской губернии купца Нерпина в Туркестан.   В 1805 году был награждён золотой медалью на Аннинской ленте за участие в прокладке торгового пути из России в Ташкент и Коканд.
В 1817 году сын хана Букея Султангазы получил звание подполковника. В июле 1824 году в Альтеке-Сарымовской волости был избран Старшим султаном и управлял волостью до 1842 года. В 1811 году награжден чином майора за сопровождение русского отряда к Кокандскому хану. В 1838 году был награжден золотой медалью на андреевской ленте.
По устному преданию, во времена своего управления в волости Султангазы высадил возле реки Токрауын березы, которые после превратились в березовую рощу. И благодаря этому впоследствии местность стала носить имя Актогай (Белая роща). Вместе с березами были высажены и тополя с необычными желтоватыми листьями. С тех пор аул, где росли эти деревья, стал носить название Сарытерек (Жёлтый тополь).
У Султангазы было две супруги: Апат Садыбекова (происходила из рода Каракесек-Керней, внучка Жарылгап-батыра) и Борашты (из рода Торе). Умер в 1856 году и был похоронен недалеко от аула Бесоба, вблизи города Каркаралинск (Каркаралинский уезд). 
Султангазы Букейханов был одним из богатых и влиятельных лиц Центрального Казахстана. Будучи в числе волостных управителей Каркаралинского дуана, он тем не менее несколько раз подозревался в нелояльности к российской власти. Его старший сын Кудайменде от первой жены Бораншы, также бывший в должности волостного управителя, отошел от российской власти и открыто примкнул к Кенесары Касымову. После поражения восстания Кенесары Кудайменде Султангазин (в официальных бумагах – Худайменде Газин), имевший в народе прозвища Кудайменде Красноглазый (Қызылкөз Құдайменде), Кудайменде – «Обладатель старого кожаного лука» (Көн садақты Құдайменде), кончил жизнь самоубийством в районе горы Маятас, что в современном Актогайском районе Карагандинской области. По устным преданиям, султан Кудайменде, человек решительный и смелый, приближающуюся к нему группу казахов принял за карательный отряд, идущий по его следам, и, не желая сдаться живым, вспорол себе живот (запись А.З. Бейсенова на территории Сарытерекского сельского округа Актогайского района в 2008 г.). Умирая, он наказал людям спрятать его тело, похоронив тайно, чтобы российские власти «не забрали его голову, подобно голове Кенесары» (Кенекемдікі құсатып, алтын басымды орыс алып кетеді деген). Зимовки семьи Султангазы Букейханова находились на территории современного Актогайского района, а летовки доходили до верховьев реки Нуры в Каркаралинском районе. Другие сыновья Султангазы, в частности Бабахан и Дайыр, жили на реке Токырауын, где им устроено несколько тоганов. По инициативе Карагандинского областного управления культуры на мазаре Султангазы возле аула Бесоба проведены реставрационные работы и установлена охранная доска. 